# حدود متباعدة
في تكتونيات الصفائح، يشير مصطلح الحدود المتباعدة أو حدود الصفائح المتباعدة (يُعرف كذلك باسم الحدود البنائية أو الحدود الامتدادية) إلى معالم خطية تربط بين اثنتين من الصفائح التكتونية التي تتحرك بعيدًا عن بعضها البعض. في بادئ الأمر، تتسبب الحدود المتباعدة بين القارات في إحداث صدوع، والتي بدورها تؤدي إلى تكوّن وديان متصدعة. وتحدث معظم حدود الصفائح المتباعدة النشطة بين الصفائح المحيطية والتي توجد في شكل حدبة وسط المحيط. كذلك، تعمل الحدود المتباعدة على تكوّن الجزر البركانية، والتي تنشأ عندما تتحرك الصفائح بعيدًا عن بعضها البعض؛ الأمر الذي يتسبب في إحداث فجوات فتندفع الحمم البركانية المنصهرة للخارج لملء تلك الفجوات.
وتشير الأبحاث القديمة أن قيم ضغط التدفق الحراري المعقد داخل طبقة الدثار من الأرض يسمح بإمكانية اندفاع المواد إلى الخارج لتصل إلى قاعدة غلاف اليابسة أسفل كلٍ من حدود الصفائح المتباعدة. 
وبالتالي، يزود ذلك المنطقة المحيطة بقدر هائل من الحرارة وانخفاض في الضغط؛ مما يتسبب في انصهار الصخور من الغلاف الموري (أو الدثار العلوي) تحت منطقة الصدع، وهو ما يتسبب في تكوين جزء كبير من الفيض البازلتي أو تدفقات الحمم البركانية. ويحدث الانفجار فقط في جزء من الحدود الصفائحية في أي وقت، ولكن عندما يحدث، فإنه يملأ الفجوة المفتوحة؛ حيث تتحرك الصفيحتان المتقابلتان بعيدًا عن بعضهما البعض.
عبر ملايين السنوات، قد تتحرك الصفائح التكتونية مئات الكيلومترات بعيدًا على كلا جانبي حدود الصفائح المتباعدة. ولهذا السبب، تعتبر الصخور الأقرب من الحد أحدث من الصخور البعيدة عنه على نفس الصفيحة.

## الوصف

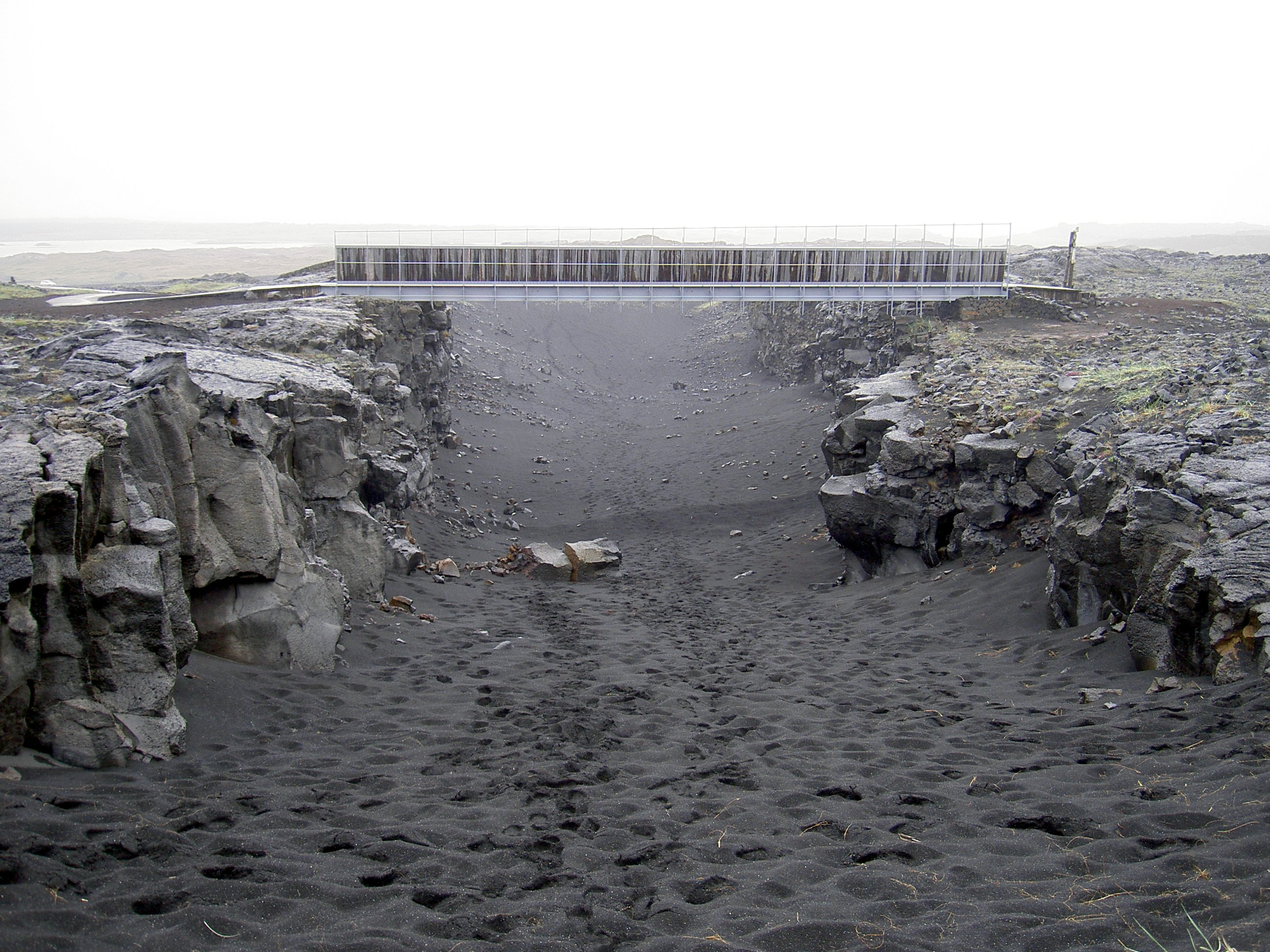
جسر يعبر في منطقة الوادي المتصدع ألفاجاجا في جنوب غرب أيسلندا، والذي يعتبر جزءًا من الحد المار بين الصفائح التكتونية الأوراسية والصفائح التكتونية القارية بأمريكا الشمالية.

في الحدود المتباعدة، تتحرك صفيحتان بعيدًا عن بعضهما البعض، ويتم تعبئة الفجوة التي تنشأ بمواد القشرة الأرضية التي يكون مصدرها في الأساس الصهارة المذابة التي تتكون بالأسفل. ويعتقد في بعض الأحيان أن أصل الحدود المتباعدة الجديدة المتكونة عند نقاط التلاقي الثلاثية يرتبط بالظاهرة المعروفة باسم النقاط الساخنة. وعند هذه المنطقة، تجلب خلايا الحمل الحراري الكبيرة والممتدة على نطاق واسع كميات كبيرة جدًا من المواد الساخنة الموجودة بمنطقة الغلاف الموري بالقرب من السطح، ويُعتقد أن الطاقة الحركية لن تكون كافية لتفكيك غلاف اليابسة. وتعد أيسلندا حاليًا قائمة على البقعة الساخنة، التي تمثل بداية سلسلة تلال منتصف المحيط الأطلنطي، والتي تتسع بمعدل عدة سنتيمترات سنويًا.
وتتميز الحدود المتباعدة الموجودة في غلاف اليابسة المحيطي بوجود تصدعات نظام الحدبة المحيطية، بما في ذلك حدبة وسط المحيط الأطلنطي ومرتفع شرق المحيط الهادئ، وتتميز تلك الحدود الموجودة في غلاف اليابسة القاري بوجود الوديان المتصدعة مثل الوادي المتصدع العظيم بمنطقة شرق إفريقيا. ويمكن لهذه الحدود المتباعدة إنشاء مناطق متصدعة هائلة في نظام الحدبة المحيطية. وبشكل عام، لا يظهر امتداد هذه السلسلة بشكل موحد، لذلك عندما تكون معدلات امتداد كتل الحدبة المتقاربة مختلفًا، فعندها تحدث التصدعات التحويلية الضخمة. وتعد هذه مناطق الصدع، والتي يحمل العديد منها أسماء تُعتبر مصدرًا رئيسيًا لحدوث الزلازل التي تثور تحت البحر. وسيظهر رسم لقاع البحر نمطًا غريبًا من الهياكل الكتلية التي يتم فصلها عن طريق المعالم الخطية المتعامدة على محور سلسلة التلال. فإذا نظر أحد الأشخاص إلى قاع البحر في مساحة بين مناطق الصدع باعتبارها أحزمة ناقلة تحمل السلسلة الجبلية على كلا جانبي الصدع بعيدًا عن مركز الامتداد، فعندها تظهر العملية بوضوح. وستكون أعماق قمم سلاسل الجبال الأقدم، الموازية لمركز الامتداد الحالي.
في حدبات وسط المحيط، تم العثور على واحدة من الأدلة الرئيسية التي تقودنا إلى قبول فرضية امتداد قيعان البحر. وقد كشفت دراسات المغناطيسية الأرضية التي تم إجراؤها جوًا عن نمط غريب من الانعكاسات المغناطيسية الظاهرة على الجوانب الأخرى من مراكز السلاسل الجبلية. ويعد هذا النمط منتظمًا بشكل كبير ليبدو متطابقًا، ويتبين تطابق عروض النطاقات المتقابلة على نحو وثيق للغاية. وقد عكف العلماء على دراسة الانعكاسات القطبية واشترك العلماء لورانس جورج مورلي و فريدريك جون فين ودورموند هويل ماثيوز في عمل فرضية مورلي وفين وماثيوز. ويتلاءم الطوق الممغنط مباشرةً مع الانعكاسات القطبية الأرضية. وقد ثبت صحة هذا الاعتقاد من خلال قياس أعمار الصخور الموجودة داخل كل نطاق. ويوفر هذا النطاق خريطة بزمن ومكان معدل الامتداد والانعكاسات القطبية على حد سواء.

## أمثلة
- حدبة وسط الأطلنطي
- صدع البحر الأحمر
- منطقة صدع بايكال
- صدع شرق إفريقيا
- مرتفع شرق المحيط الهادئ
- حافة جاكل
- صدع غالاباغوس
- صدع المستكشف
- صدع خوان دي فوكا
- سلسلة تلال المحيط الهادئ والقطب الجنوبي
- الصدع القطبي الغربي

## أنواع حدود الصفائح الأخرى
- الحد المتقارب
- حد تحولي